# Christoph Schmölzer
Christoph Schmölzer (Viena, 30 de noviembre de 1962) es un deportista austríaco que compitió en remo. Ganó siete medallas en el Campeonato Mundial de Remo entre los años 1989 y 1995.

## Palmarés internacional
| Campeonato Mundial | Campeonato Mundial            | Campeonato Mundial | Campeonato Mundial  |
| Año                | Lugar                         | Medalla            | Prueba              |
| ------------------ | ----------------------------- | ------------------ | ------------------- |
| 1989               | Bled (Yugoslavia)             | Medalla de oro     | Doble scull ligero  |
| 1990               | Tasmania (Australia)          | Medalla de bronce  | Doble scull ligero  |
| 1991               | Viena (Austria)               | Medalla de plata   | Doble scull ligero  |
| 1992               | Montreal (Canadá)             | Medalla de plata   | Doble scull ligero  |
| 1993               | Račice (República Checa)      | Medalla de oro     | Cuatro scull ligero |
| 1994               | Indianápolis (Estados Unidos) | Medalla de oro     | Cuatro scull ligero |
| 1995               | Tampere (Finlandia)           | Medalla de oro     | Cuatro scull ligero |